# Torre del Perdigal (Almería)
La torre del Perdigal, también conocida como atalaya del Perdigal, es una estructura militar tipo atalaya que se encuentra situada a las afueras de la ciudad de Almería, a orillas del mar Mediterráneo, en la provincia de Almería, Comunidad Autónoma de Andalucía, España.

## Historia
Aunque datada por la mayoría de las fuentes en el siglo XVI, según otras se habría levantado en el siglo XIII, en tiempos, por tanto, de al-Ándalus, siendo así la más antigua de las torres pertenecientes a la red de defensa marítima construida para la protección de la costa almeriense a lo largo de la Edad Media y hasta el siglo XVIII.

## Ubicación
Se encuentra en la playa homónima, a escasos metros de la orilla y entre un bosque de tarajes, en el punto más profundo del golfo de Almería. 

## Protección
La torre del Perdigal se encuentra en buen estado de conservación, aunque transformada. Está protegida por la Declaración genérica del Decreto de 22 de abril de 1949, expedido por el Ministerio de Educación Nacional, sobre protección de los castillos españoles, y por la ley 16/1985 sobre el Patrimonio Histórico Español (BOE número 155 de 29 de junio de 1985).
Es además Bien de Interés Cultural
incluido en el Catálogo General del Patrimonio Histórico Andaluz. La Junta de Andalucía otorgó un reconocimiento especial a los castillos de la Comunidad Autónoma de Andalucía en 1993.